# Abuna

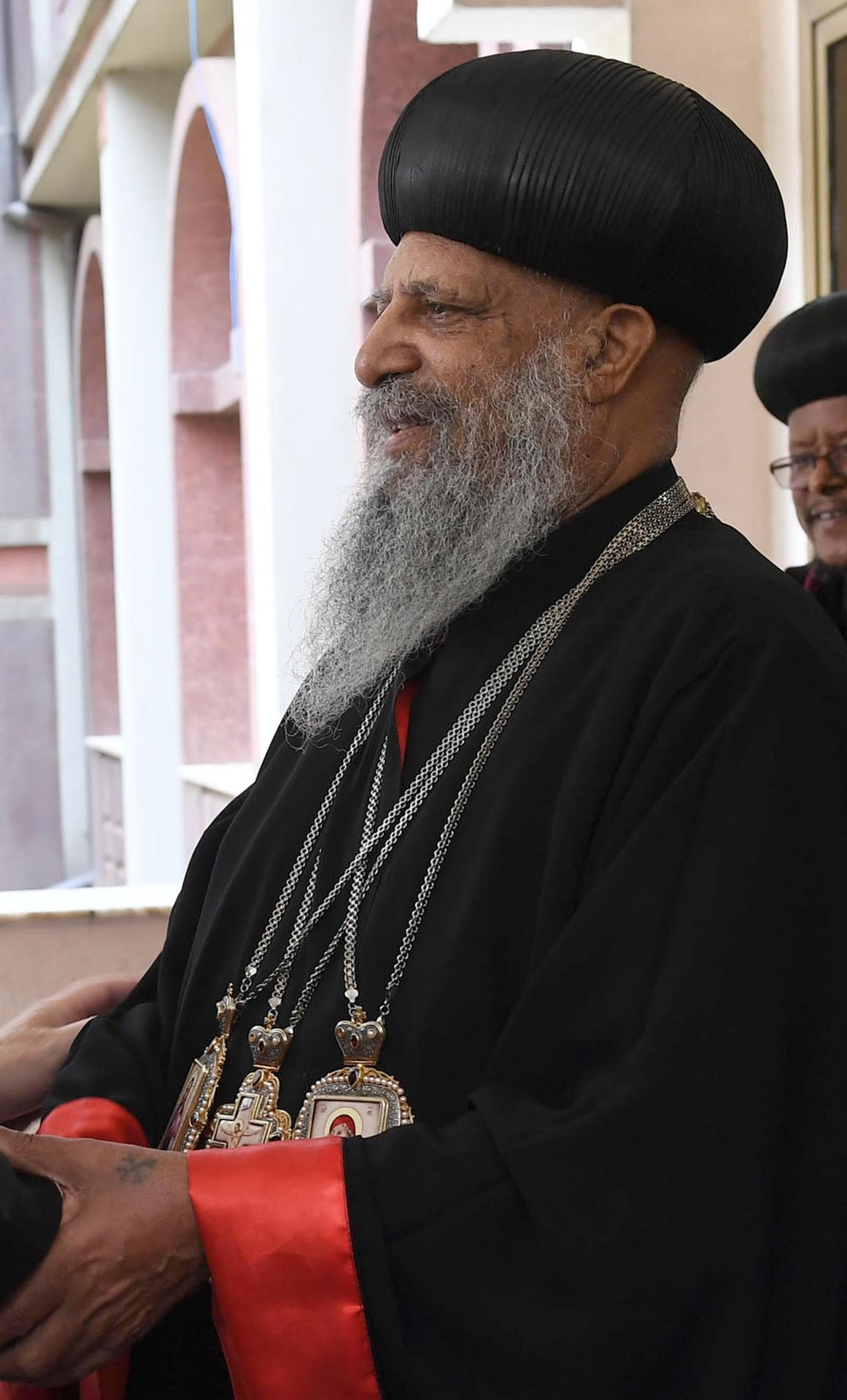
Abune Mathias, Patriarca de Etiopía.

Abuna (Ge'ez አቡነ abuna / abune, 'nuestro padre'; amárico y tigrinya) es el título honorífico que se usa para cualquier obispo de la Iglesia Ortodoxa Etíope y en la Iglesia Ortodoxa de Eritrea. Históricamente se usó únicamente para la cabeza de la Iglesia ortodoxa copta en Etiopía durante los más de 1000 años cuando el Patriarcado copto de Alejandría nombró solo un obispo a la vez para servir a su rebaño etíope. Cuando se menciona sin un nombre a continuación, es Abun, y si sigue un nombre, se convierte en Abuna (por ejemplo, Abuna Paulos).
El candidato frecuentemente carecía del conocimiento del idioma nativo e incluso de las costumbres locales de la iglesia etíope. Como resultado, la mayoría de los Abunas tuvieron una influencia mínima tanto en la religión como en la política de Etiopía. Su autoridad finalmente fue ocupada en asuntos eclesiásticos por el Ichege o Abad del Monasterio de Debre Libanos en Shewa, el único poseedor de este título en particular en Etiopía. (Este título ahora lo tiene habitualmente el patriarca de la Iglesia Ortodoxa Tewahedo de Etiopía).
Históricamente, el Abun de la Iglesia Etíope fue designado por el Patriarca de Alejandría y Patriarca de toda África, quien tenía autoridad diocesana sobre Etiopía y el resto de África, a pedido del Emperador y, en tiempos históricos, después de pagar una tarifa sustancial al gobierno musulmán por el privilegio. El Abun sería seleccionado de la membresía del Monasterio de San Antonio. Aunque se pueden nombrar varios abunas a la vez, se rechazó una solicitud en 1140 para nombrar suficientes para consagrar un metropolitano.
Después de muchos siglos, el emperador Haile Selassie I de Etiopía, el último monarca cristiano oriental reinante en el mundo, llegó a un acuerdo con la Iglesia ortodoxa copta en Alejandría, Egipto, el 13 de julio de 1948. Esto condujo a la promoción de la Iglesia de Etiopía al rango de Patriarcado autocéfalo. Cinco obispos fueron consagrados inmediatamente por el Papa ortodoxo copto de Alejandría. Más tarde eligieron a un patriarca etíope para su iglesia tras la muerte de Abuna Qerellos IV, el último copto en dirigir la Iglesia de Etiopía. El primer patriarca de Etiopía fue Abuna Basilios, que fue consagrado el 14 de enero de 1951.
El actual patriarca de Etiopía es Abune Mathias, quien sucedió a Abune Paulos tras su muerte el 16 de agosto de 2012.